# جيمس جلان
جيمس جلان (بالإنجليزية: James Glen)‏ هو سياسي أمريكي، ولد في 1701، وتوفي في 18 يوليو 1777 بلندن في المملكة المتحدة.